# Iwami (Tottori)
Iwami (jap. 岩美町 Iwami-chō) ist eine Stadt (-chō) im Landkreis (-gun) Iwami der japanischen Präfektur (-ken) Tottori in Japan.

## Geographie
Iwami liegt auf der Insel Honshū direkt am Japanischen Meer und bildet am nordöstlichen Rand der Präfektur die Grenze der Region Chūgoku zur Region Kinki mit der Präfektur Hyōgo.

## Geschichte

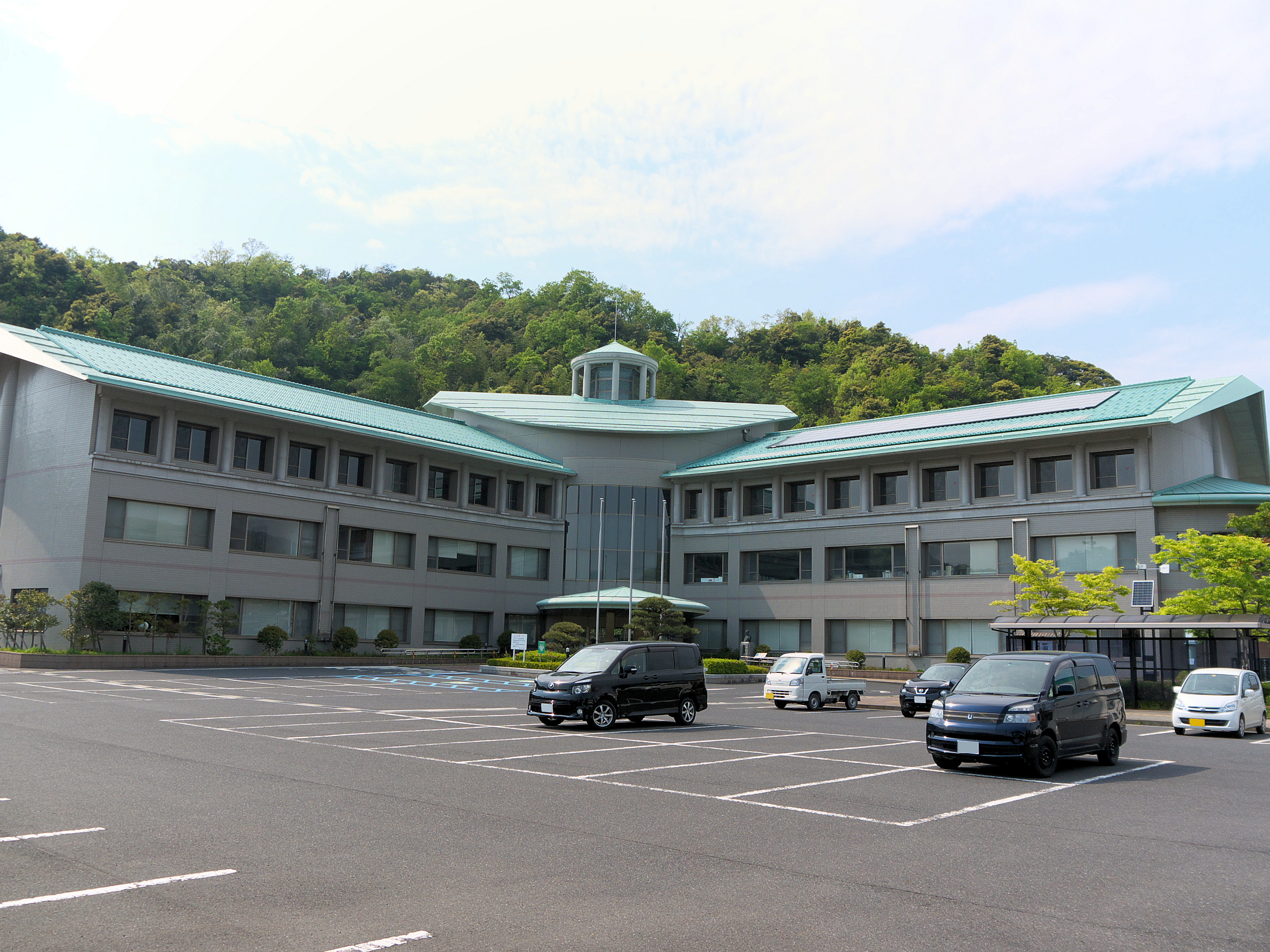
Rathaus von Iwami

Die Stadt wurde am 1. April 1954 als Zusammenlegung von neun Dörfern des Landkreises Iwami gegründet, der 1896 durch die Vereinigung von drei Landkreisen der antiken Provinz Inaba entstanden war. Seit 1963 ist Iwami-chō die einzige verbliebene Gemeinde im und damit deckungsgleich mit dem Iwami-gun.

## Verkehr
Der Ort wird durch die San’in-Hauptlinie der West Japan Railway Company bedient und befindet sich an der Nationalstraße 178.

## Kultur
Die Anime-Fernsehserie Free! handelt in der fiktiven Stadt Iwatobi, welcher Iwami Modell stand und seither als touristisches Ziel fungiert.

## Städtepartnerschaften
Es gibt Partnerschaften zur Nachbarstadt Shin'onsen,  Hyōgo (seit 1. Juli 1964) und zu  Musashino in  Tokio.